# Franco D'Andrea
Franco D'Andrea (Meran, 8 maart 1941) is een Italiaanse jazzpianist en -componist van de modernjazz.

## Biografie
D'Andrea is autodidact en begon piano te spelen na het proberen van trompet, klarinet, contrabas en saxofoon. Zijn eerste professionele banen als muzikant waren in 1963 bij de Italiaanse jazzpionier Nunzio Rotondo op de staatsradio van de Radiotelevisione Italiana in Rome. 1964/1965 behoorde hij tot de band van Gato Barbieri. Hij was mede-oprichter van het avant-garde Modern Art Trio, waarmee hij speelde van 1968 tot 1972. De opname van deze band in 1970 met Bruno Tommaso en Franco Tonani toonde experimenten met seriële muziek in de stijl van het vroege Art Ensemble of Chicago. De muziekhistorica Luca Bragalini schrijft in 2007: Deze plaat blijft tot op de dag van vandaag een onovertroffen groot werk in improvisatie met seriegewijze elementen. De volgende vijf jaar toerde hij met de succesvolle en beste Italiaanse jazzrockformatie Perigeo door Europa en de wereld en werkte hij ook samen met Mario Schiano (Original Sins) en de formatie Saxes Machines. Tegelijkertijd was hij in 1972 betrokken bij de band van Gato Barbieri met de film-soundtrack The Last Tango in Paris van Bernardo Bertolucci.
In 1978 vormde hij zijn eigen trio en tijdens de jaren daarna kwam hij steeds meer naar voren als solo-pianist. Dialogues with super-ego/Es heißt uit 1980 zijn de eerste van in totaal twee dozijn soloalbums die zijn gemaakt. Tijdens de jaren 1980 wendde hij zich tot meer conservatieve postbop-vormen, gespeeld in de band van Aldo Romano, zoals op zijn album Opening Night uit 1981 bij ECM Records. Om de polyritmische wortels van de jazz bij inheemse muzikanten te kunnen bestuderen, verbleef hij in 1983 meerdere maanden in Centraal-Afrika. Op zijn albums uitgebracht op het Splasc(h) label speelde hij met begeleidende muzikanten als Hein van de Geyn, Aldo Romano en Enrico Rava, Miroslav Vitouš en Daniel Humair (Earthcake, 1991). D'Andrea nam ook duo-albums op met muzikanten als Lee Konitz, Phil Woods en Dave Liebman. Met een kwintet rond Steve Lacy begeleidde hij de zangeres Tiziana Ghigliani. Hij werkte ook met Ernst Reijseger, Slide Hampton, Max Roach, Conte Candoli, Frank Rosolino, Pepper Adams, Johnny Griffin, Jean-Luc Ponty en vele Italiaanse muzikanten.
Met zijn stamformatie sinds de jaren 1990 presenteert het Franco D'Andrea Quartet (met Andrea Ayassot (saxofoon), Aldo Mella (contrabas), Zeno De Rossi (drums)) vanaf 2005 concertavonden die naadloos samenvloeien, leidend door het uitgebreide repertoire van originele composities zonder een programmaovereenkomst, maar omvatten ook standards. De Italiaanse jazzcriticus Vincenzo Roggero schrijft bijvoorbeeld over het album Sorapis (2011): Zoeken en experimenteren maken de composities tot iets dat voortdurend verandert, een open ruimte, waar solide, duidelijk herkenbare structuren aanwezig zijn, maar waarbinnen de vier muzikanten nieuwsgierig en onvoorspelbaar bewegen. Gastmuzikanten zoals Dave Douglas en Han Bennink vullen de bezetting van de band aan tijdens tournees in 2011–2012. Andreas Pichler maakte de documentaire Franco D'Andrea - Jazzpianist over zijn leven en werk in 2006.

## Werken
Volgens Richard Cook en Brian Morton is de productie Airegin, gemaakt met Roberto Gatto en Giovanni Tommaso, een van D'Andrea's beste albums, met interpretaties uit het jazzrepertoire zoals Epistrophy, Doxy of Bill Evans' Blue in Green, Tommaso's compositie My Dear One en D'Andreas Things Called. In 1989 ontstond het trio Chromatic Phrygian, in 1996 het soloalbum 3 Lines, dat het idee van Bill Evans opneemt in zijn Conversations with Myself om zichzelf te begeleiden op verschillende soundtracks. In 2001 nam hij een set van acht piano solo-albums op voor platenmaatschappij Philology. In totaal heeft hij ruim 200 lp's en cd's opgenomen.
D'Andrea wordt beschouwd als een senior onder Italiaanse postbop-muzikanten. Zoals jazzjournalisten Arrigo Polillo en Gian Carlo Roncaglia opmerkten, was het Franco D'Andrea die samen met Enrico Rava tijdens de jaren 1960, 1970 en 1980 de meest populaire was in Italië bij de jazzcritici. De voorbeelden van D'Andrea omvatten diverse muzikanten als James P. Johnson, Thelonious Monk en Lennie Tristano. Verdere aansporingen komen uit de werken van Charles Mingus, Miles Davis en John Coltrane. Zijn werk is een van de meest unieke van de Europese jazz, schrijft de bekende Italiaanse musicoloog Stefano Zenni.
D'Andrea heeft veel titels gecomponeerd. Namens het theater in Cagliari werkte hij samen met de hedendaagse componist Luca Francesconi en de Afrikaanse percussionist Fode Voula. D'Andrea is qua stijl een van de meest diverse Europese pianisten en beheerst een groot deel van de jazzidioom. De Rough Guide Jazz schrijft in dit verband dat D'Andrea zich heeft ontwikkeld tot een virtuoze muzikant met een behendige techniek en een ontspannen houding ten opzichte van stijlen en tijdperken - van stridepiano tot bop, van jazzrock (fusion) tot totale abstractie. D'Andrea geeft al tientallen jaren les en geeft ook internationale master- of improvisatieklassen (Thelma Yellin High School of Arts/Tel Aviv, Association pour l'encouragement de la musique improvisée/Genève). Eind jaren 1970 was hij mede-initiatiefnemer van de Siena Jazz Academy, waar hij nog steeds zomercursussen geeft. Daarnaast doceerde hij vanaf 1986 gedurende tie jaar aan de Centro di professione musica in Milaan. Vanaf 1993 bekleedde hij de jazzstoel aan het F.A. Bonporti Trento Conservatorium. Sinds 2002 bouwt hij ook de Central European Jazz Academy Merano samen met Ewald Kontschieder.

## Onderscheidingen
Naast verschillende onderscheidingen en prijzen heeft hij sinds 1982 herhaaldelijk de beste opname van het jaar gewonnen in Italië (meest recent in 2012 voor Traditions and Clusters en in 2018 voor Intervals I) of de titel van jazzmuzikant van het jaar (2008, 2013, 2014, 2015, 2016, 2018) evenals de Jazzband van het jaar (F. D'Andrea Sextet 2014), toegekend door jazzcritici en het Italiaanse tijdschrift Musica Jazz. De Franse Academie du Jazz in Parijs eerde D'Andrea's levenswerk in januari 2011 met de Prix du Musicien Européen. In 2011 ontving hij ook de ereprijs van de Italiaanse Jazz Award "Luca Flores". In 2016 ontving hij het ereburgerschap van de stad Merano.

## Discografie
- 1980: Dialogues with super-ego/Es solo (Red Records)
- 1983: No Idea of Time (Red Records) met Mark Helias, Barry Altschul
- 1989: Chromatic Phrygian (yvp music)
- 1991: Airegin (Red Records)
- 1996: Inside Cole Porter (Red Records) met Lee Konitz
- 1997: Jobim (Philology)
- 1999: Angel Eyes (Philology) met Larry Smith
- 2000: Eleven (Via Veneto Jazz) met Steven Bernstein
- 2001: Solo 5 – Duke (Philology) solo
- 2002: Magicians at Work (Philology)
- 2002: I Love You So Much It Hurts (Winter & Winter) met Ernst Reijseger
- 2003: Plays Monk – Live At Metastasio Jazz (Philology)
- 2005:Creole Rhapsody: D.Ellington (3 cd, Philology)
- 2008: The Siena Concert (Blue Note Records)
- 2008: Modern Art Trio (Dejavu, nieuwe uitgave van de Vedette-lp von 1970)
- 2011: Sorapis (El Gallo Rojo)
- 2012: Traditions and Clusters (El Gallo Rojo)
- 2013: Today Soloalbum (El Gallo Rojo)
- 2014: Monk and The Time Machine (El Gallo Rojo)
- 2018: Intervals I (Parco della Musica Records) met het Franco D'Andrea Octet

## Publicaties
- 1982: 26 compositions, Crepuscule, Milano
- 1992: Enciclopedia comparata delle scale e degli accordi (met Attilio Zanchi), didactische reeks van het Centro Professione Musica, Carisch, Milano
- 1996: Dall'Africa allo swing – la poliritmia nel linguaggio Jazz, didactische video, Carisch, Milano
- 2011: Aree intervallari (mit Luigi Ranghino), Volontè & Co